# Peter von Allmen
Peter von Allmen (ur. 21 stycznia 1978) – szwajcarski biegacz narciarski, uczestnik Zimowych Igrzysk Olimpijskich 2010.

## Osiągnięcia

### Igrzyska olimpijskie
| Miejsce | Dzień     | Rok  | Miejscowość | Konkurencja           | Czas biegu | Strata | Zwycięzca      |
| ------- | --------- | ---- | ----------- | --------------------- | ---------- | ------ | -------------- |
| 43.     | 17 lutego | 2010 | Vancouver   | Sprint st. klasycznym | -          | -      | Nikita Kriukow |

### Mistrzostwa świata
| Miejsce | Dzień     | Rok  | Miejscowość   | Konkurencja           | Czas biegu | Strata | Zwycięzca           |
| ------- | --------- | ---- | ------------- | --------------------- | ---------- | ------ | ------------------- |
| 16.     | 26 lutego | 2003 | Val di Fiemme | Sprint st. dowolnym   | -          | -      | Thobias Fredriksson |
| 44.     | 22 lutego | 2005 | Oberstdorf    | Sprint st. klasycznym | -          | -      | Wasilij Roczew      |

### Puchar Świata

#### Miejsca w klasyfikacji generalnej
- 2001/2002 – 109.
- 2002/2003 – 65.
- 2003/2004 – 79.
- 2004/2005 – 82.
- 2005/2006 – 98.
- 2006/2007 – 72
- 2007/2008 – 101.
- 2008/2009 – 142.
- 2009/2010 – 125.